# Aquilegia borodinii
Aquilegia borodinii là một loài thực vật có hoa trong họ Mao lương. Loài này được Schischk. mô tả khoa học đầu tiên năm 1927.